# قيادة أصيلة
القيادة الأصيلة (بالإنجليزية: Authentic leadership)‏ على الرغم من عدم وجود تعريف رسمي أو قاطع لها، تعد مجالًا متزايدًا في البحث الأكاديمي. وقد اعتنق هذه الفكرة أيضًا القادة ومدربو القيادة، الذين يرون فيها بديلاً للقادة الذين يؤكدون على الربح والمنفعة على حساب الناس والأخلاق. يوجد بعض التوافق في الأدبيات حول الصفات التي يجب أن يتمتع بها القائد الأصيل، تشمل الوعي بالذات، والقدرة على الثقة بأفكاره ومشاعره ودوافعه وقيمه، والانعكاس على الذات، والاستجابة للتغذية الراجعة، والقدرة على حل الصراعات بطريقة صادقة وغير متلاعبة.
يفترض أن القائد الأصيل قادر على تعزيز نجاح المؤسسة داخل حدود القيم الاجتماعية والأخلاقية، حتى عندما يبدو ذلك مستحيلاً. ويزعم أن القيادة الأصيلة هي نموذج متفوق بسبب الثقة والحافز الأكبر الذي يولده في الأرجح في المرؤوسين. وقد أثيرت تساؤلات كثيرة حول الأدلة الموثوقة عن القيادة الأصيلة، وسحب بعض الأوراق المتعلقة بها.

## خلفية تاريخية
يمكن تتبع تاريخ مفهوم "الأصالة" إلى اليونان القديمة. أكد الفلاسفة اليونانيون القدماء أهمية الأصالة كحالة مهمة من خلال التركيز على السيطرة على حياة الفرد والحث المستمر على مفهوم "اعرف نفسك". وقد تطوّر مفهوم القيادة الأصيلة الذي نعرفه اليوم من تاريخ هذه المصطلحات. بدأت هذه الفكرة في الستينيات من القرن العشرين كوسيلة لوصف كيف يعكس التنظيم ذاته بأمانة من خلال القيادة.
يعتقد البعض أن التنظيم بأكمله يمكن أن يتصرف بأمانة وكأنه شخص واحد من خلال المسؤولية المشتركة والاستجابة الإبداعية لعدم اليقين والاستعداد للمخاطرة. ويرون آخرون أن القيادة الأصيلة هي في الواقع أكثر عن كيفية تحديد القادة لدورهم داخل التنظيم وكيف يشكل مبادئهم ومعتقداتهم ثقافة التنظيم. وفي كل الحالات، يؤكد مفهوم القيادة الأصيلة على أهمية الوفاء للذات والقيادة بالنزاهة والأصالة.
في الآونة الأخيرة، حظيت القيادة الأصيلة بمزيد من الاهتمام بين العلماء والممارسين بسبب المنشورات من أستاذ جامعة هارفارد والرئيس التنفيذي السابق لشركة ميدترونيك بيل جورج ودعوات أخرى للبحث. وشهد العقد الماضي زيادة في المنشورات حول القيادة الأصيلة، وإنتاج نماذج وتعريفات ونظريات جديدة. يشير التركيز على التطوير المفاهيمي إلى أن المفهوم لا يزال في المراحل الأولى من التطوّر على الرغم من تقدم البحث العلمي حول الموضوع، يبدو أن أنواع المنشورات المنتجة تتحول من النوع المفاهيمي في الغالب إلى المزيد من المقالات القائمة على التجربة. قد يكون هذا التحول مؤشرًا على ظهور ناشئ للموجود الذهني من مرحلة تطورية مقدمة وتفصيل إلى مرحلة تتميز بالتقييم والزيادة.

## تعريفات
نظرًا لعدم نضج المفهوم ذاتيًا في الجانب النظري، فإن هناك العديد من التعاريف المختلفة للقيادة الأصيلة، كل منها يتضمن نوانيسه الخاصة. ومع ذلك، يبدو أن التوافق يتزايد على أن القيادة الأصيلة تتضمن هذه الصفات المميزة: يتمتع القائد الأصيل دائمًا بالوعي الذاتي (دوينان، 2014). يثقون بأفكارهم ومشاعرهم ودوافعهم وقيمهم (كيرنيس، 2003). في الوقت نفسه، يؤمنون بالاستفسار الذاتي والتحقق من الذات (جاردنر وآخرون، 2011). ينعكس القائد الأصيل على قراراته، ويطلب الملاحظات والآراء (سواء كانت مؤيدة أو معارضة)، ويؤمن بحل الصراعات بطريقة غير متلاعبة (هندرسون وهوي، 1982، كما نقلها جاردنر وآخرون، 2011) ومتوازنة (كيرنيس وغولدمان، 2006)؛ من خلال ممارسات غير متحيزة وصادقة وأخلاقية وأخلاقيًا محفزة (دوينان وبهندي، 2009). علاوة على ذلك، يتمحور التركيز الأساسي للقائد الأصيل حول نجاح المنظمة داخل إطار القيم الاجتماعية؛ حتى إذا كان عليهم مواجهة مواقف صعبة (وايتهيد، 2009). هناك أبحاث تجريبية تدعم بناء فوقي للقيادة الأصيلة يتضمن هذه العناصر الأربعة. وتجدر الإشارة، مع ذلك، إلى أن هذا الدليل قد شٌكك فيه نتيجة للإبلاغ عن نتائج مستحيلة إحصائيًا. سُحبت أوراق أخرى لنفس المؤلفين بسبب مشاكل مماثلة وعدم قدرة المؤلفين على تقديم أدلة على ادعاءاتهم.

### الأصالة والأخلاق
عرضت الخصائص المميزة للقيادة الأصيلة على أنها معاكسة لتلك التي تحدد القيادة التقليدية. إذ بالمقارنة مع القيادة التي تركز على تحقيق الأهداف، تدعي القيادة الأصيلة قيادة بالغرض. وتدور أساليبها التدريبية حول القيمة الأساسية للسير بالانضباط الذاتي. وهذا يختلف عن النهج القيادي التقليدي الذي يحافظ على القيم في جميع الأوقات، ويفتقر إلى التسامح مع الاختصارات ويحتفظ بالقيم الشخصية كعنصر حاسم ومهم. وقد وصفت هذه العادات المميزة بـ "القيادة بالقلب"، وعادة ما تتبع نهجًا أكثر نعومة، يركز في الأساس على تحقيق الأهداف وبناء العلاقات والانضباط الذاتي وغيرها من الأمور ذات الصلة.

### أنماط السلوك
من المهم أن تُفهم القيادة الأصيلة على أنها نمط من السلوكيات التي يُظهر القادة من خلالها مكونات القيادة الأصيلة. وبالتالي، لا يكفي أن يكون القائد مدركًا لذاته دون أن يتصرف أيضًا بطريقة تجعل الآخرين، ولا سيما المرؤوسين، ينظرون إلى القائد على أنه قائد أصيل.

## نموذج تجريبي للقيادة الأصيلة
على الرغم من أن مفهوم القيادة الأصيلة كنموذج قابل للتطبيق نسبيًا جديد في نظرية القيادة والممارسة، فقد أجريت بعض الأبحاث الأولية حول فعالية النموذج بشكل عام، وكذلك شبكة المتغيرات للنموذج داخل الفِرق والمنظمات. واستخدمت هذه الأبحاث لشرح ما يسبق ظهور سلوك القيادة الأصيلة، وما يجعل القيادة الأصيلة فعالة، ونتائج اعتماد نمط القيادة الأصيلة. وتساهم هذه العوامل في تفسير سبب نجاح القيادة الأصيلة داخل الفِرق والمنظمات.

### السوابق
يمكن أن تكون عدة خصائص للقائد مهمة لظهور سلوك القيادة الأصيلة لديه. على سبيل المثال، ظهر أن معرفة الذات والاتساق الذاتي [الإنجليزية] للقائدة تؤديان دورًا كسوابق للقيادة الأصيلة (حيث يعتبر الأول عمليةثابتة لفهم نقاط القوة والضعف الخاصة بها، والثاني الاتساق بين قيمهم ومعتقداتهم وأفعالهم). ويتعلق ذلك بالمكونات الرئيسية للقيادة الأصيلة: يجب على القادة في المقام الأول أن يكونوا واضحين بشأن قيمهم ومعتقداتهم ليكونوا أصيلين في نظر التابعين، ويجب عليهم إظهار الاتساق بين قيمهم ومعتقداتهم وأفعالهم.
تشير الأبحاث الإضافية إلى أن القادة الذين يتصرفون وفقًا لثلاثة مكونات من رأس المال النفسي الإيجابي [الإنجليزية] (الأمل والتفاؤل والمرونة) أكثر احتمالًا لأن يصبحوا قادة أصيلين. وينطبق هذا على عدة أسباب. أولاً، القادة الذين يمكنهم تحديد الأهداف وشرحها بشكل فعال يخلقون بيئة أكثر أملًا لمتابعيهم. ثانياً، القادة المتفائلين لديهم قدرة أكبر على تحفيز متابعيهم ومساعدتهم على التنبؤ بالأحداث المستقبلية بسهولة أكبر. ثالثاً، القادة المرونين أكثر تجهيزًا للعمل في بيئات متغيرة لدعم متابعيهم.
اقترح درجات عالية ومنخفضة من المراقبة الذاتية في الفرد كسابقة للقيادة الأصيلة. تعكس المراقبة الذاتية مدى احتمالية شخص ما لإنشاء صورة عامة تتوافق مع توقعات الآخرين. وقد اقترح أن المراقبة الذاتية المنخفضة تؤدي إلى درجة أعلى من الصفات القيادية الأصيلة لأن المراقبين الذاتيين المنخفضين والقادة الأصيلين يتصرفون بطريقة متسقة مع ما يؤمنون به ويقدرونه. ومع ذلك، لم تدعم الأبحاث التجريبية هذه النظرية حتى الآن.

### الوسطاء
من بين مؤيدي القيادة الأصيلة، هناك العديد من النظريات حول سبب كون القيادة الأصيلة استراتيجية قيادة فعالة [الإنجليزية] ولقد ثبت أن القيادة الأصيلة تعزز إيمان أعضاء الفريق بقدرة الفريق على النجاح، والمعروفة باسم فاعلية الفريق، والتي أثبتت بدورها أنها تحسن أداء الفريق. يحدث هذا لأن سلوكيات القيادة الأصيلة تعزز فضيلة الفريق والتي بدورها تعزز قوة الفريق وأدائه.
وقد ثبت أيضًا أن القيادة الأصيلة تشجع أداء الفريق من خلال تعزيز الثقة في المجموعة أو المنظمة، لأن ثقة التابعين في القائد ستشجع على زيادة الولاء للمؤسسة، مما يؤدي إلى زيادة الأداء نتيجة لذلك.
أظهرت أبحاث أخرى أن العلاقة بين القيادة الأصيلة وكل من سلوك المواطنة التنظيمية [الإنجليزية] والتمكين تكون عن طريق التماهي مع المشرفين. وذلك لأن تحديد هوية المتابع مع قائده يربط بين نتائج القائد والتابع (في هذه الحالة، التمكين وسلوك المواطنة التنظيمية). وتجدر الإشارة، مع ذلك، إلى أن المقالة التي تستند إليها هذه الادعاءات قد سُحب وسط مخاوف من عدم الإبلاغ عن النتائج بدقة وعدم تمكن المؤلفين من تقديم أدلة للتحقق من ادعاءاتهم. البحث في آليات القيادة الأصيلة مستمر، ولكن يصبح واضحًا أن القادة الأصيلين يولدون استجابة عاطفية و/ أو نفسية من متابعيهم تؤدي إلى زيادة في الأداء الفردي وأداء الفريق.

### العواقب
أظهرت الأبحاث الأولية أن القادة الذين يمارسون القيادة الأصيلة يقودون عادةً فِرقًا تحقق أداءً أفضل من الفِرق التي يقودها قادة لا يمارسون القيادة الأصيلة. وهذا ليس بالضرورة مفاجئًا، حيث ينبع النموذج نفسه من القادة الناجحين الذين وصفوا ما فعلوه ببساطة ووضعوا تسمية "القيادة الأصيلة" على هذا الوصف. وقد أدى النموذج الأكاديمي الذي طوّر على مر السنين منذ نشر كتاب الشمال الحقيقي إلى حد كبير من عمل الأكاديميين على وصف النموذج بشكل أفضل حتى يمكن دراسته وتكراره.

## القياس
يهتم كل من علماء البحث والممارسين بقياس مستوى القيادة الأصيلة التي يظهرها القادة الأفراد. يقيس العلماء مثل علماء النفس التنظيمي الصناعي والباحثين الإداريين مستويات القيادة الأصيلة كطريقة لدراسة تفاعل القادة الحقيقيين مع منظمتهم. يقيس الممارسون مثل المستشارين الإداريين وخبراء الموارد البشرية مستويات القيادة الأصيلة للمساعدة في تقييم سلوكيات القادة داخل المؤسسة.

### مقياس أصالة القائد
كان أول مقياس مهم لقياس مستويات القيادة الأصيلة على وجه التحديد هو مقياس أصالة القائد المكون من 32 عنصرًا. يقيس مقياس أصالة القائد ميل القائد إلى التصرف بصدق بغض النظر عن المسميات الوظيفية الرسمية (يشار إليها باسم بروز الدور الذاتي)، للاعتراف بالمساءلة عن الأخطاء، وتجنب التلاعب بالمرؤوسين. طوّر مقياس أصالة القائد من قبل الباحثين التربويين الذين حددوا أصالة القائد كمؤشر مهم للمناخ التنظيمي في المدارس. تساءل الباحثون في وقت لاحق عن موثوقية وتعميم المقياس بسبب العينة الصغيرة وغير المتنوعة المستخدمة في تطويره.

### استبيان القيادة الأصيل
استبيان القيادة الأصيلة هو استطلاع التابعين للوقوف على مستوى سلوكيات القيادة الأصيلة التي أظهرها المشرفون. نسخة التقييم الذاتي متاحة أيضا. يتضمن المقياس، الذي طوّر خصيصًا مع وضع نظرية القيادة الأصيلة الناشئة في الاعتبار، ستة عشر عنصرًا مجمعة في أربع فئات فرعية رئيسية: الوعي الذاتي، والشفافية العلائقية، والمنظور الأخلاقي الداخلي، والمعالجة المتوازنة. استخدمته معظم الأبحاث الأكاديمية منذ تطوير استبيان القيادة الأصيل لقياس مستويات القيادة الأصيلة. ومع ذلك، فقد انتقد الالستبان استخدامه نهج نوعي (وبالتالي شخصي) للتحقق من الصحة بدلاً من النهج الكمي. بالإضافة إلى ذلك، يعد استبيان القيادة الأصيل مقياسًا محميًا بحقوق الطبع والنشر تجاريًا (فقط مقاييس العينة متاحة مجانًا)، مما قد يحد من توفره للعلماء والممارسين.
في الآونة الأخيرة، شُكك في صحة الادعاءات الواردة في ورقة التحقق من صحة هذه المقالة بسبب الإبلاغ عن النتائج المستحيلة إحصائيًا. تأتي هذه الادعاءات في أعقاب قائمة التراجع عن أعمال مماثلة من قبل مؤلفي هذه المقالة.

### جرد القيادة الأصيلة
"الجرد القيادي الأصيل" المطوّر في عام 2011، هو استبيان يكمله التابعون لقياس مستوى سلوك القيادة الأصيلة الذي يتبعه المشرفون. يستند إلى الأبحاث النظرية المستخدمة في تطوير "الجرد القيادي الأصيل" (ALQ)، حيث يوفر ALI قياسًا أكثر دقة واختبارًا للقيادة الأصيلة. بالإضافة إلى ذلك، يتوفر الجرد الكامل المكون من 16 عنصرًا بشكل حر.

### جرد الأصالة
مقياس إضافي متعلق بالقيادة الأصيلة، جرد الأصالة (3)، يُستخدم لقياس الأصالة الفردية. على الرغم من أنه ليس مقياسًا للقيادة في حد ذاته، إلا أنه يستخدمه البعض كمقياس لمصداقية القائد.

## أن تصبح قائدًا حقيقيًا
يأتي أساس القيادة الأصيلة من التاريخ الشخصي للقائد، بما في ذلك أحداث الحياة (غالبًا ما تسمى الأحداث المحفزة) التي توجه تدفق تشكيل القيادة. إن الطريقة التي يفسر بها القادة هذه التواريخ الشخصية وتحفز الأحداث ستعلم هويتهم الذاتية كقادة وتؤثر على تطورهم الأخلاقي وقيمهم، وهما مكونان أساسيان في تطوير القادة الحقيقيين. نظرًا لأن الأصالة في القيادة متجذرة في كونها وفية لمُثُل الفرد الخاصة بالقيادة والقيم الأخلاقية، فإن القيادة الأصيلة تتحقق من خلال حياة من الخبرات ومقاومة لبرامج التدريب التقليدية. ينطوي تطوير [الإنجليزية] القادة الحقيقيين على التفكير الذاتي الموجه، وبناء الوعي الذاتي من خلال استخدام نهج قصص الحياة. من غير المرجح أن يبتعد القائد الحقيقي الذي يدرك معتقداتهم الأساسية عنها. هناك الآن دليل ناشئ على أن التدريب الجماعي هو نهج فعال لتنمية القيادة الأصيلة. يمكن أيضًا تسهيل ذلك من خلال تدخل أحداث الزناد التنموي المقترنة بالتأمل الذاتي الموجه. إدراكًا لنظرية موقفية القيادة، والتي تشير إلى أنه يجب على القادة تكييف أساليبهم وسلوكياتهم ليكونوا فعالين في المواقف المختلفة، أشار بعض منظري تطوير القيادة إلى أن القادة الأكثر خبرة فقط هم الذين يمكنهم دمج احتياجات المواقف المختلفة والأتباع المختلفين أو المتنوعين في مواقفهم. امتلاك نظام القيم الأساسي حتى يظل أصيلًا مع كونه فعالًا أيضًا عبر سياقات القيادة المتنوعة.

## العلاقة بنظريات القيادة الأخرى
شهدت نهاية القرن العشرين ظهور نظريات جديدة للقيادة تحاول فهم كيف أن القادة لا يوجهون ويديرون فحسب، بل يلهمون أتباعهم أيضًا بطرق فريدة. قُدّم بناء القيادة الكاريزمية في ماكس ويبر في عشرينيات القرن الماضي، لكن وسعت بشكل كبير من قبل منظري القيادة بدءًا من السبعينيات وحتى اليوم. تحاول نظريات القيادة الكاريزمية التقاط سمات وسلوكيات القادة غير العاديين في المواقف غير العادية (بما في ذلك الاختلافات في أي من البعدين) من أجل فهم الاستجابات غير العادية أو الفريدة للأتباع. بعد وقت قصير، طوّرت نظرية القيادة التحويلية على نطاق واسع. ميزت هذه النظرية سلوكيات القيادة "التحويلية" عن سلوكيات القيادة "التبادلية". يلهم القادة التحويليون العمل غير العادي من خلال توفير نظرة ثاقبة للمتابعين فيما يتعلق بأهمية عملهم ونتائجه، من خلال دعوة التابعين لإخضاع مصلحتهم الذاتية لمصلحة المنظمة، وتحفيز التابعين من خلال تفعيل احتياجات النظام الأعلى. تشمل الأمثلة الأكثر حداثة على ما يسمى بنظريات القيادة الكاريزمية الجديدة القيادة الخدمية، والقيادة الأخلاقية، والقيادة الروحية، والقيادة الحكيمة.
يقترح المؤيدون والعلماء للقيادة الأصيلة أنها تختلف بشكل مفهومي عن النهج الآخر للقيادة. وهناك دعم تجريبي لهذا الموقف، حيث أظهرت الدراسات أن القيادة الأصيلة يمكن أن تفسر التباين في أداء القيادة بما يزيد عن ذلك الذي يفسره النظريات الأخرى للقيادة، مثل القيادة التحويلية والقيادة الأخلاقية. في الوقت نفسه، اقترح بعض المنظرين أن القيادة الأصيلة ليست سوى جانب واحد (وإن كان مهمًا) من أشكال القيادة الأخرى. يمكن اعتبار هذا الفهم الغامض لما يميّز نظرية القيادة الأصيلة عن نظريات القيادة الأخرى إشارة إلى أنه على الرغم من البحث المتزايد في القيادة الأصيلة، تظل النظرية في المراحل الأولى من تطوير البناء ؛ ستكون هناك حاجة إلى مزيد من البحث لرسم الفروق بين نظريات القيادة المختلفة هذه. العديد من هذه النظريات متخلفة أيضًا ؛ وبالتالي لا يمكن أن تُعزى مشكلة التمايز بشكل صارم إلى تطوير نظرية القيادة الأصيلة.

## النقد
على الرغم من شيوع هذا المفهوم، سُحبت العديد من الأوراق الأساسية حول هذا الموضوع مؤخرًا أو استجوبت بسبب المشاكل المتعلقة بتقارير البيانات وعدم قدرة الكتاب على إنتاج بياناتهم الأصلية. علاوة على ذلك، كانت هناك بعض الانتقادات رفيعة المستوى مؤخرًا للأساس النظري للبناء، والتي قيل إنها مبنية على "أسس فلسفية ونظرية مهتزة، تفكير حشو، دراسات تجريبية ضعيفة، أدوات قياس غير منطقية. والمطالبات المعرفية غير المدعومة ونظرة عامة مبسطة وقديمة عن حياة الشركة".

## بحث مستقبلي
نظرًا لأن القيادة الأصيلة لا تزال في بدايتها من وجهة نظر البحث، من الضروري مواصلة تطوير النظرية وراءها. وقد كان معظم المقالات التي كُتبت حول هذا الموضوع حتى الآن نظرية، مما يوحي بأن السعي إلى إجراء مزيد من الأبحاث التجريبية هو الخطوة التالية المناسبة. علاوة على ذلك، لم تكن هناك أي اختبارات تجريبية محددة سببيًا للبناء نظرًا لصعوبة (أو استحالة) التلاعب بالأصالة في بيئة تبعية.

## مقالات ذات صلة
- علم النفس الإيجابي